# Halltal
Halltal è una frazione di 321 abitanti del comune austriaco di Mariazell, nel distretto di Bruck-Mürzzuschlag (Stiria). Già comune autonomo, il 1º gennaio 2015 è stato aggregato a Mariazell assieme agli altri ex comuni di Gußwerk e Sankt Sebastian.